# 大日本帝国憲法第47条
大日本帝国憲法第47条（だいにほん/だいにっぽん ていこくけんぽう だい47じょう）は、大日本帝国憲法第3章にある、帝国議会に関する規定である。

## 現代風の表記
- 両議院の議事は、過半数をもって決する。可否同数のときは、議長の決するところによる。

## 解説
帝国議会は、大日本帝国憲法第46条の規定により、衆議院・貴族院ともに、総議員の3分の1以上の出席が必要とされ、この要件を満たさなければ、議事および議決を行うことはできなかった（定足数）。なお、この要件は、本条の規定とともに現行憲法にも、ほぼ受け継がれている。